# (90533) Laurentblind
(90533) Laurentblind (2004 FB29) – planetoida z pasa głównego asteroid okrążająca Słońce w ciągu 4,42 lat w średniej odległości 2,69 j.a. Odkryta 28 marca 2004 roku.